# Pedro María de Céspedes y del Castillo
Pedro María de Céspedes y del Castillo (Bayamo, Oriente, Cuba, 31 de enero de 1825 – Santiago de Cuba, Oriente, Cuba, 4 de noviembre de 1873), fue un terrateniente y militar cubano del siglo XIX. También fue coronel del Ejército Mambí y hermano menor de Carlos Manuel de Céspedes, padre de la nación cubana. 

## Orígenes y primeros años
Pedro María de Céspedes y del Castillo nació en la ciudad de Bayamo, Oriente, Cuba, el 31 de enero de 1825. Hijo de Don Jesús María “Chucho” de Céspedes y Luque y su esposa, Doña Francisca de Borja del Castillo y Ramírez de Aguilar. 
Hijo de una familia adinerada, Pedro recibió la educación dada típicamente a los niños de su posición social. Se casó con la hermosa joven Ana Tamayo y Tamayo. Con ella, tuvo tres hijas y dos hijos: Adolfina, Herminia, Carmita, Jesús “Chucho” y Leonardo. 
Tras la muerte prematura de Ana, Pedro se casó por segunda vez con Joaquina Lastre. Posteriormente, se asentó en una hacienda y abrió una tienda. 

## Guerra de los Diez Años

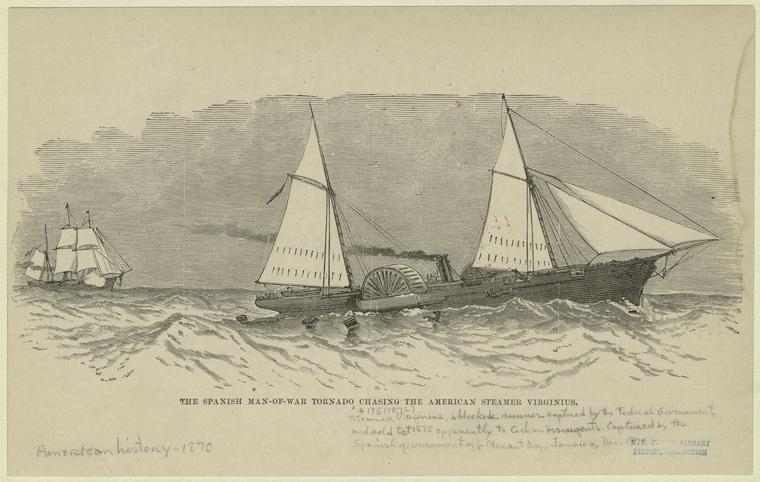
El buque de guerra español Tornado persiguiendo al vapor estadounidense Virginius.

El 10 de octubre de 1868 estalló la Guerra de los Diez Años (1868-1878), primera guerra por la independencia de Cuba. 
Carlos Manuel de Céspedes, hermano de Pedro, fue el principal líder del alzamiento independentista y fue elegido primer presidente de la República de Cuba en Armas en la Asamblea de Guáimaro, en abril de 1869. 
Pedro se alzó, junto a su mujer y sus hijos, el 9 de octubre de 1868. Todos juntos marcharon hacia la Sierra Maestra. Días después, ya levantada en armas toda la región, los hermanos Céspedes se reencontraron y Pedro se incorporó al Ejército Mambí. 
Nombrado Coronel, Pedro se vio obligado a entregar al enemigo a su mujer y sus hijos. Esto ocurrió en 1871, cuando las fuerzas independentistas cubanas pasaban por un momento extremadamente difícil, marcado por el hambre, las epidemias y la escasez de municiones. 
Su mujer e hijos, prisioneros del enemigo, se exiliaron en Jamaica. Hacia finales de ese año, el presidente Céspedes, encargó a su hermano y a los también Coroneles Pío Rosado y Luis Pacheco, salir al extranjero, a Nueva York, para encontrarse con el vicepresidente cubano Francisco Vicente Aguilera y, de paso, entregarle la empuñadura de la espada de Perucho Figueredo (fusilado por el enemigo en 1870) a su viuda. 
Una vez en Jamaica, pedro pudo reencontrarse con su familia exiliada. Estuvo con ellos durante la mayor parte de los años 1872 y 1873. Sin embargo, su salud estaba muy quebrantada y los doctores le aconsejaban que no regresara a Cuba, por los peligros del viaje y de su estancia en los campos de Cuba, en plena guerra todavía.

## Expedición y muerte
A pesar de su muy delicado estado de salud, Pedro se embarcó en la expedición del vapor “Virginius”, que partió de Kingston, a finales de octubre de 1873. Dicha expedición fue capturada por el enemigo, quien condujo a sus integrantes a la ciudad de Santiago de Cuba. 
Pedro María de Céspedes, como la mayoría de los desafortunados expedicionarios del “Virginius”, fue fusilado por los españoles, el 4 de noviembre de 1873. 
Tenía al morir 48 años y los doctores que le practicaron la autopsia afirmaron que no hubiese podido vivir un año más, debido a su deteriorado estado de salud. 
- Datos: Q56844072